# Gymnastiek op de Olympische Jeugdzomerspelen 2010
Gymnastiek is een van de olympische sporten die beoefend worden tijdens de Olympische Jeugdzomerspelen 2010
in Singapore. De competitie loopt van 16 tot en met 25 augustus in de Bishan Sports Hall. Er zijn zestien onderdelen: twee in de ritmische gymnastiek (alleen meisjes), twee bij het trampolinespringen en twaalf in het turnen.

## Deelnemers
Deelnemers mogen ze niet eerder aan seniorentoernooien hebben deelgenomen die door de Internationale Gymnastiekfederatie (FIG) zijn georganieerd.
Voor alle deelnemers geldt dat ze een bepaald minumumniveau moeten hebben.

### Ritmische gymnastiek
De deelnemers aan de ritmische gymnastiek moeten in 1995 geboren zijn. Bovendien mogen ze niet eerder aan seniorentoernooien hebben deelgenomen die door de Internationale Gymnastiekfederatie (FIG) zijn georganieerd.
Het aantal deelnemers is door het IOC op 42 gesteld. Elk land mag vijf meisjes inschrijven; een voor de individuele wedstrijd en een groep van vier.
Individueel (18 plaatsen)
Landen moeten deelname afdwingen bij de kwalificatietoernooien. Voor Europa zijn zes plaatsen beschikbaar, voor Azië, Afrika en Amerika twee, voor het gastland 1 en voor Oceanië 1. Daarnaast zijn er nog 4 plaatsen voor andere landen om er voor te zorgen dat uiteindelijk elk land ten minste vier sporters kon laten deelnemen aan de Jeugdspelen. Deze landen moeten ten minste aan het continentale jeugdkampioenschap hebben deelgenomen en worden aangewezen door het IOC en de FIG. Alle deelnemers moeten bovendien een bepaald minumumniveau hebben.
Team (6 groepen van 4)
Uit elk van de vijf continenten doet één team mee. Dit team wordt bepaald op het continentale kwalificatietoernooi. Ook het gastland mag een team inschrijven mits het een bepaald niveau bereikt. Zo niet, dan gaat die plaats naar een ander Aziatisch land.
Als extra regel geldt dat per land het totaal aantal sporters, bekeken over alle individuele sporten en het basketbal tijdens deze Jeugdspelen, is beperkt tot 70.

### Turnen en trampolinespringen
De deelnemers aan het turnen en trampolinespringen moeten geboren zijn in 1993 of 1994, behalve de turnsters; zij moeten in 1995 geboren zijn.
Het aantal deelnemers is door het IOC bij het turnen op 84 en bij het trampolinespringen op 24. Het aantal jongens en meisjes is gelijk verdeeld. Bij het turnen mag er van elk land maximaal een jongen en een meisje mee doen. Datzelfde geldt voor het trampolinespringen.
Landen moeten deelname afdwingen bij de continentale kwalificatietoernooien. Hiervoor zijn 17 plaatsen beschikbaar bij het turnen voor zowel de jongens als de meisjes, waaronder het gastland. Bij het trampolinespringen zijn dit er 8 of 9, afhankelijk of het gastland bij de jongens of meisjes mee doet. De FIG stelde de verdeling over de continenten vast. Daarnaast zijn bij het turnen nog 13 plaatsen en bij het trampolinespringen nog 3 plaatsen voor andere landen om er voor te zorgen dat uiteindelijk elk land ten minste vier sporters kon laten deelnemen aan de Jeugdspelen. Deze landen moeten ten minste aan het continentale jeugdkampioenschap hebben deelgenomen en worden aangewezen door het IOC en de FIG.

## Kalender
| Augustus   | 14 | 15 | 16 | 17 | 18 | 19 | 20 | 21 | 22 | 23 | 24 | 25 | 26 |
| ---------- | -- | -- | -- | -- | -- | -- | -- | -- | -- | -- | -- | -- | -- |
| Gymnastiek |    |    |    |    | 1  | 1  | 2  | 5  | 5  |    |    | 2  |    |

|  | Competitie |  | Finale |

## Medailles

### Jongens
| Discipline | Goud | Goud                | Zilver | Zilver         | Brons | Brons            |
| ---------- | ---- | ------------------- | ------ | -------------- | ----- | ---------------- |
| Trampoline | UKR  | Oleksandr Satin     | CHN    | He Yuxiang     | JPN   | Ginga Munetomo   |
|            |      |                     |        |                |       |                  |
| Brug       | UKR  | Oleg Stepko         | ROU    | Andrei Muntean | ITA   | Ludovico Edalli  |
| Paard      | UKR  | Oleg Stepko         | GBR    | Sam Oldham     | RUS   | Daniil Kazachkov |
| Rekstok    | GBR  | Sam Oldham          | ESP    | Nestor Abad    | CHN   | Zhu Xiaodong     |
| Ringen     | ROU  | Andrei Muntean      | JPN    | Yuga Kamoto    | ESP   | Nestor Abad      |
| Sprong     | MGL  | Ganbat Erdenebold   | TUR    | Ferhat Arican  | ESP   | Nestor Abad      |
| Vloer      | CUB  | Ernesto Vila Sarria | UKR    | Oleg Stepko    | CHN   | Zhu Xiaodong     |
| Meerkamp   | JPN  | Yuga Kamoto         | UKR    | Oleg Stepko    | CHN   | Zhu Xiaodong     |

### Meisjes
| Discipline               | Goud | Goud                                                           | Zilver | Zilver                                              | Brons | Brons                                                         |
| ------------------------ | ---- | -------------------------------------------------------------- | ------ | --------------------------------------------------- | ----- | ------------------------------------------------------------- |
| RSG meerkamp individueel | RUS  | Alexandra Merkulova                                            | BLR    | Aryna Sharapa                                       | GER   | Jana Berezko-Marggrander                                      |
| RSG meerkamp team        | RUS  | Ksenia Dudkina Olga Ilina Alina Makarenko Karolina Svastjanova | EGY    | Farida Eid Jacinthe Eldeeb Manar Elgarf Aicha Niazi | CAN   | Katrina Cameron Melodie Omidi Anjelika Reznik Victoria Reznik |
|                          |      |                                                                |        |                                                     |       |                                                               |
| Trampoline               | CHN  | Dong Yu                                                        | BLR    | Sviatlana Makshtarova                               | JPN   | Chisato Doihata                                               |
|                          |      |                                                                |        |                                                     |       |                                                               |
| Balk                     | CHN  | Tan Sixin                                                      | ITA    | Carlotta Ferlito                                    | AUS   | Angela Donald                                                 |
| Brug ongelijk            | RUS  | Viktoria Komova                                                | CHN    | Tan Sixin                                           | SWE   | Jonna Adlerteg                                                |
| Sprong                   | RUS  | Viktoria Komova                                                | ESP    | Maria Vargas                                        | ITA   | Carlotta Ferlito                                              |
| Vloer                    | CHN  | Tan Sixin                                                      | ROU    | Diana Bulimar                                       | RUS   | Viktoria Komova                                               |
| Meerkamp                 | RUS  | Viktoria Komova                                                | CHN    | Tan Sixin                                           | ITA   | Carlotta Ferlito                                              |

### Medailleklassement
| Plaats | Land             | NOC    | Goud | Zilver | Brons | Totaal |
| ------ | ---------------- | ------ | ---- | ------ | ----- | ------ |
| 1      | Rusland          | RUS    | 5    | 0      | 2     | 7      |
| 2      | China            | CHN    | 3    | 3      | 3     | 9      |
| 3      | Oekraïne         | UKR    | 3    | 2      | 0     | 5      |
| 4      | Roemenië         | ROU    | 1    | 2      | 0     | 3      |
| 5      | Japan            | JPN    | 1    | 1      | 2     | 4      |
| 6      | Groot-Brittannië | GBR    | 1    | 1      | 0     | 2      |
| 7      | Cuba             | CUB    | 1    | 0      | 0     | 1      |
| 7      | Mexico           | MEX    | 1    | 0      | 0     | 1      |
| 9      | Spanje           | ESP    | 0    | 2      | 2     | 4      |
| 10     | Wit-Rusland      | BLR    | 0    | 2      | 0     | 2      |
| 11     | Italië           | ITA    | 0    | 1      | 3     | 4      |
| 12     | Egypte           | EGY    | 0    | 1      | 0     | 1      |
| 12     | Turkije          | TUR    | 0    | 1      | 0     | 1      |
| 14     | Australië        | AUS    | 0    | 0      | 1     | 1      |
| 14     | Canada           | CAN    | 0    | 0      | 1     | 1      |
| 14     | Duitsland        | GER    | 0    | 0      | 1     | 1      |
| 14     | Zweden           | SWE    | 0    | 0      | 1     | 1      |
| Totaal | Totaal           | Totaal | 16   | 16     | 16    | 48     |